# Albany County, Wyoming
Albany County [ˈɔːlbəniː] är ett administrativt område i delstaten Wyoming, USA, med 36 299 invånare. Den administrativa huvudorten (county seat) är universitetsstaden Laramie, där huvuddelen av countyts befolkning bor.

## Historia
Nybyggarleden Overland Trail gick genom området i mitten av 1800-talet. Under 1860-talet byggdes den transamerikanska järnvägen genom området, då även det som blev countyts huvudort, staden Laramie, grundades vid järnvägen.
Albany County bildades genom beslut av Dakotaterritoriets legislatur 16 december 1868, genom att avdelas från Laramie County som då tillhörde Dakotaterritoriet. Följande år, 1869, blev countyt del av det då nybildade Wyomingterritoriet när delar av Dakotaterritoriet kom att ingå i Wyomingterritoriet.
Charles D. Bradley som var medlem av territoriallegislaturen lät uppkalla countyt efter sin födelsestats huvudstad, Albany, New York. År 1875 avdelades Crook County och Johnson County från Albany County och 1888 avdelades även Converse County. Countyt kom att behålla sina gränser inom delstaten Wyoming, som bildades 1890. Sedan dess har countyt sina nuvarande gränser, med undantag för mindre gränsjusteringar mot angränsande countyn 1911 och 1955.

## Geografi

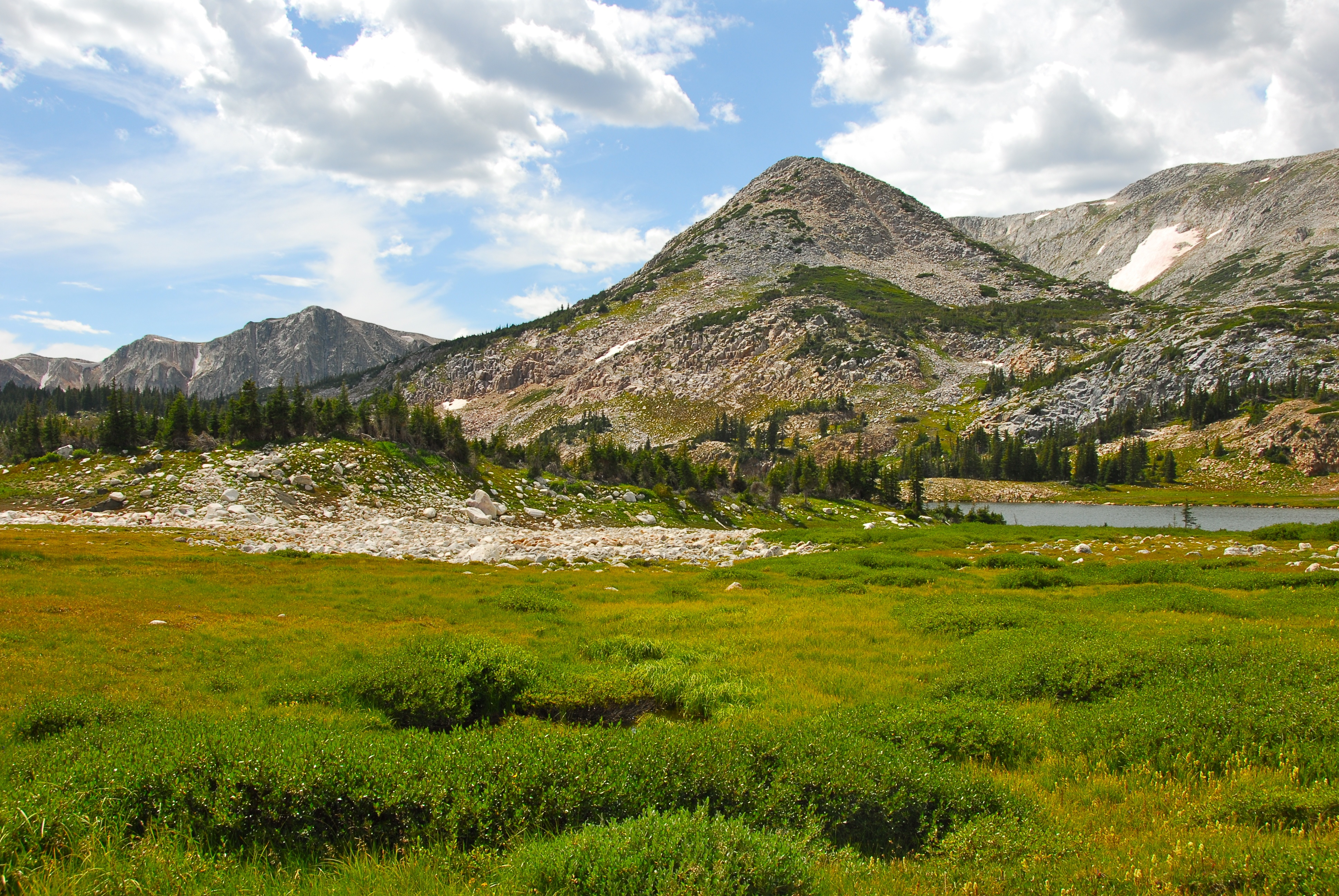
Sugarloaf Mountain i Snowy Range.

Enligt United States Census Bureau har countyt en total area på 11 160 km². 11 067 km² av den arean är land och 93 km² är vatten. 

### Angränsande countyn
- Converse County, Wyoming - nord
- Platte County - öst
- Laramie County, Wyoming - öst
- Larimer County, Colorado - syd
- Jackson County, Colorado - sydväst
- Carbon County - väst

## Orter
Invånarantal vid 2010 års folkräkning anges inom parentes.

### Större stad (City)
Städer med över 4 000 invånare och kommunalt självstyre:
- Laramie (30 816), huvudort

### Småstad (Town)
Städer med under 4 000 invånare och kommunalt självstyre:
- Rock River (245)

### Census-designated places
Orter som saknar kommunalt självstyre:
- Albany (55)
- Centennial (270)
- Fox Park (22)
- Woods Landing-Jelm (97)

### Övriga befolkade platser
- Binford
- Bosler
- Bosler Junction
- The Buttes
- PhinDeli (tidigare Buford)
- Cooper Lake
- Dale Creek
- Deerwood
- Garrett
- Gramm
- Harmony
- Hatton
- Hermosa
- Hirsing
- Howell
- Keystone
- Little Medicine
- Lookout
- Millbrook
- Mountain Home
- New Jelm
- Red Buttes
- Reed Place
- Squaw Place
- Tie Siding
- Toltec
- Wilcox
- Wyocolo

### Spökstäder
- Sherman

## Större vägar
- Interstate 80
- U.S. Route 30
- U.S. Route 287
- Wyoming State Route 230
- Wyoming State Route 130